# Campylopus dichrostris
Campylopus dichrostris är en bladmossart som beskrevs av Paris in Brotherus 1901. Campylopus dichrostris ingår i släktet nervmossor, och familjen Dicranaceae. Inga underarter finns listade i Catalogue of Life.